# Big Fish Games
Big Fish Games is een bedrijf uit de computerspelindustrie gevestigd in het Amerikaanse Seattle. Het werd door Paul Thelen opgericht in 2002. Sinds 2009 is er een tweede vestiging in het Ierse Cork.
Het merendeel van hun spellen zijn beschikbaar onder shareware-licentie. Het volledige spel kan men aankopen voor slechts enkele euro's.
De voornaamste hoofdactiviteiten van Big Fish Games zijn
- ontwikkeling en distributie van downloadbare computerspellen.
- ontwikkeling en distributie van online-spellen die rechtstreeks speelbaar zijn via een webbrowser en waarvoor een actieve internetverbinding nodig is.
- Distributie en licentiebeheer van software niet door hen ontwikkeld[2]

Het bedrijf richt zich voornamelijk op de markt van casual games. Dit zijn spellen met een eenvoudige interface en besturing waardoor de speler het spel redelijk snel onder de knie heeft. De moeilijkheidsgraad is gericht op het niveau van de beginnende of gemiddelde gamer. Ook richt het bedrijf zich niet op een bepaald computerspelgenre.
Doordat het bedrijf zowel eigen software als dat van derden distribueert, is hun catalogus enorm uitgebreid en onderhevig aan dagelijkse wijzigingen. Een volledig overzicht is te vinden op de officiële website. Hun meest bekende spellen zijn de "Mystery Case Files"-reeks, "Hidden Expedition"-reeks en "Drawn"-reeks.

## Big Fish Game Club
Telkens als men een spel aankoopt, heeft men een optie om zich in te schrijven als "Game Club Member". Deze service biedt enkele voordelen: spellen worden tot 70% goedkoper aangeboden, spaarpunten om gratis spellen of bijkomende kortingen te krijgen, nieuwe spellen zijn eerder beschikbaar voor Club Members. Het lidmaatschap kost enkele euro's per maand, maar kan op elk ogenblik worden stopgezet door de gebruiker.